# Perrefitte
Perrefitte (antiguamente en alemán Pfeffert y Beffert) es una comuna suiza del cantón de Berna, situada en el distrito administrativo del Jura bernés. Limita al norte con las comunas de Haute-Sorne (JU) y Moutier, con la que también limita al este, al sur con Champoz, y al oeste con Petit-Val.
Con una superficie de 8.67 km², tiene una población de 500 habitantes aproximadamente. El 84% de ellos hablan el francés, y el resto alemán, idioma mayoritariamente hablado en el cantón.

## Historia
La ciudad toma el nombre del latín petra ficta (piedra formada). Perrefitte es mencionada por primera vez en 1295 bajo el nombre de Pierefite. Después fue denominada como Perefiten, Pierefetteau y Pierrefette. Hasta finales del siglo XVIII, la villa estaba subordinada al prebostazgo de Moutier-Grandval. Perrefitte perteneció a Francia entre los años 1797 y 1815, hasta 1800 dentro del departamento de Mont-Terrible, y a partir de ahí al Alto Rin. Después del Congreso de Viena pasó a formar parte de Suiza. Hasta el 31 de diciembre de 2009 situada en el distrito de Moutier.